# بلیر میدوبروک ترس (فلوریدا)
بلیر میدوبروک ترس (به انگلیسی: Bellair-Meadowbrook Terrace) یک منطقهٔ مسکونی در ایالات متحده آمریکا است که در شهرستان کلی، فلوریدا قرار دارد. بلیر میدوبروک ترس ۱۱٫۰ کیلومتر مربع مساحت و ۱۳٬۳۴۳ نفر جمعیت دارد.